# Conservatisme one-nation
Pour les articles homonymes, voir One Nation.

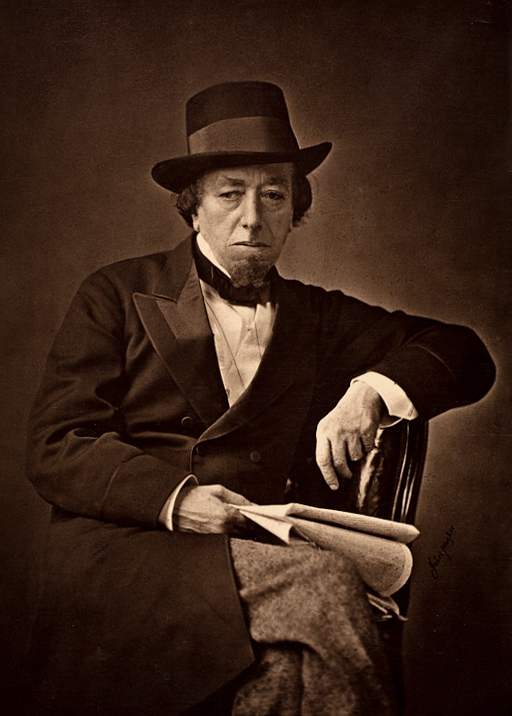
Benjamin Disraeli, considéré comme le fondateur du conservatisme one-nation.

Le conservatisme de type one-nation (One-nation conservatism, également appelé démocratie Tory), est une forme de conservatisme politique ayant une vision organique de la société et prônant le paternalisme et le pragmatisme. L'expression « One-nation Tory » a été popularisée par Benjamin Disraeli, porte-parole en chef du Parti conservateur du Royaume-Uni et Premier ministre à partir de 1868.
En tant que philosophie politique, le conservatisme one-nation s'appuie sur l'idée que les sociétés existent et se développent organiquement et que chacun possède des obligations envers les autres. Cette approche insiste sur l'obligation paternaliste des classes dirigeantes envers les classes qui leur sont inférieures.
Cette orientation philosophico-politique est la base de la mise en place de réformes sociales considérables lors de la présence de Disraeli au gouvernement. Vers la fin du XIXe siècle, le parti s'est détaché du paternalisme en faveur du capitalisme de libre marché, mais la peur de l'extrémisme lors de l'entre-deux-guerres ramène le conservatisme one-nation. Le parti garde cette philosophie lors du consensus d'après-guerre jusqu'à la montée de la Nouvelle Droite, qui accuse le conservatisme one-nation d'être la cause de troubles économiques et sociaux.
En 2012, le chef du parti travailliste Ed Miliband s'approprie l'expression de Disraeli et cette dernière est utilisée par son parti depuis,.
Le courant aurait beaucoup influencé David Cameron[réf. nécessaire], Premier ministre du Royaume-Uni de 2010 à 2016. Theresa May, qui lui a succédé à cette fonction le 13 juillet 2016, s'y identifie au sein du Parti conservateur.

## Philosophie politique
Le conservatisme one-nation a été conçu et présenté par Benjamin Disraeli dans ses romans Sybil (1845) et Coningsby (en) (1844),. Disraeli y propose un conservatisme fondé sur une société paternaliste avec des classes sociales distinctes, avec des prolétaires qui sont soutenus par l'État. Il insiste sur les obligations sociales plutôt que l'individualisme omniprésent à son époque. Disraeli prétend que sous l'influence de l'augmentation de l'industrialisation et des inégalités, la Grande-Bretagne se divisera en deux « nations », les riches et les pauvres. Soucieux de cela, il milite pour l'amélioration des conditions de vie des prolétaires par le soutien de l'État. Disraeli croit que la société est organique et que les différentes classes ont des obligations l'une envers l'autre. Il affirme également que si la classe dirigeante devient insensible aux souffrances du peuple, la société deviendra instable et que cela mènera à une éventuelle révolution.